# Heumarktstraße 18 (Deidesheim)
Der Anwesen Heumarktstraße 18 in der pfälzischen Kleinstadt Deidesheim ist ein ehemaliger Winzerhof, der nach dem Denkmalschutzgesetz des Landes Rheinland-Pfalz als Kulturdenkmal eingestuft ist.

## Geschichte
Früher war hier der Otterberger Hof, der um das Jahr 1300 erstmals erwähnt wurde und von dem aus der Besitz des Zisterzienserklosters Otterberg in der Gegend um Deidesheim verwaltet wurde. Noch heute erinnert der Name der Deidesheimer Großlage Hofstück an den Otterberger Hof. Nachdem das Kloster 1561 aufgelöst worden war, war hier der Sitz des Verwalters der kurpfälzischen Geistlichen Güteradministration, die den Besitz des Klosters Otterberg übernommen hatte. In französischer Zeit, um 1805 wurde das Anwesen in private Hände verkauft. Es war später Sitz des Weinguts Breiling, in dessen Eigentümerfamilie der Politiker Hanns Haberer einheiratete und Weinbau betrieb. Um 1980 wurde die katholische Gemeinde Deidesheims Eigentümerin des Anwesens und ließ es zum Pfarrzentrum „Bernhardushof“ ausbauen. Es bietet heute Räume für die verschiedenen Gruppierungen der katholischen Pfarrei, sowie Veranstaltungsräume, und beherbergt die katholische öffentliche Bücherei.

## Anwesen
Das Anwesen gehört zum historischen Stadtkern Deidesheims und grenzt im Süden an die Heumarktstraße, im Westen an die Stadtmauergasse und im Norden an den Ketschauer Hof. Das an die Heumarktstraße grenzende frühere Wohnhaus ist ein straßenbildprägender, großvolumiger Putzbau. Er wurde 1806 auf den Überbleibseln eines Vorgängerbaus von 1597 errichtet, der in den Revolutionskriegen zerstört worden war. Östlich des Hauses, ebenfalls an die Heumarktstraße grenzend, ist eine Toranlage von 1842 mit einer Mannpforte und einem Rundbogentor, deren Gemäuer aus Rotsandsteinen beschaffen ist. Im Westen, an die Stadtmauergasse grenzend, schließt sich ein weiteres Gebäude an, das den Innenhof im Westen und Norden abschließt. Zu diesem Gebäude gehört ein kleines Türmchen mit einem eingemauerten Wappenstein, in dessen Sockel die Jahreszahl 1718 eingelassen ist. Auf dem Gelände des Anwesens gibt es ferner zwei Brunnen.

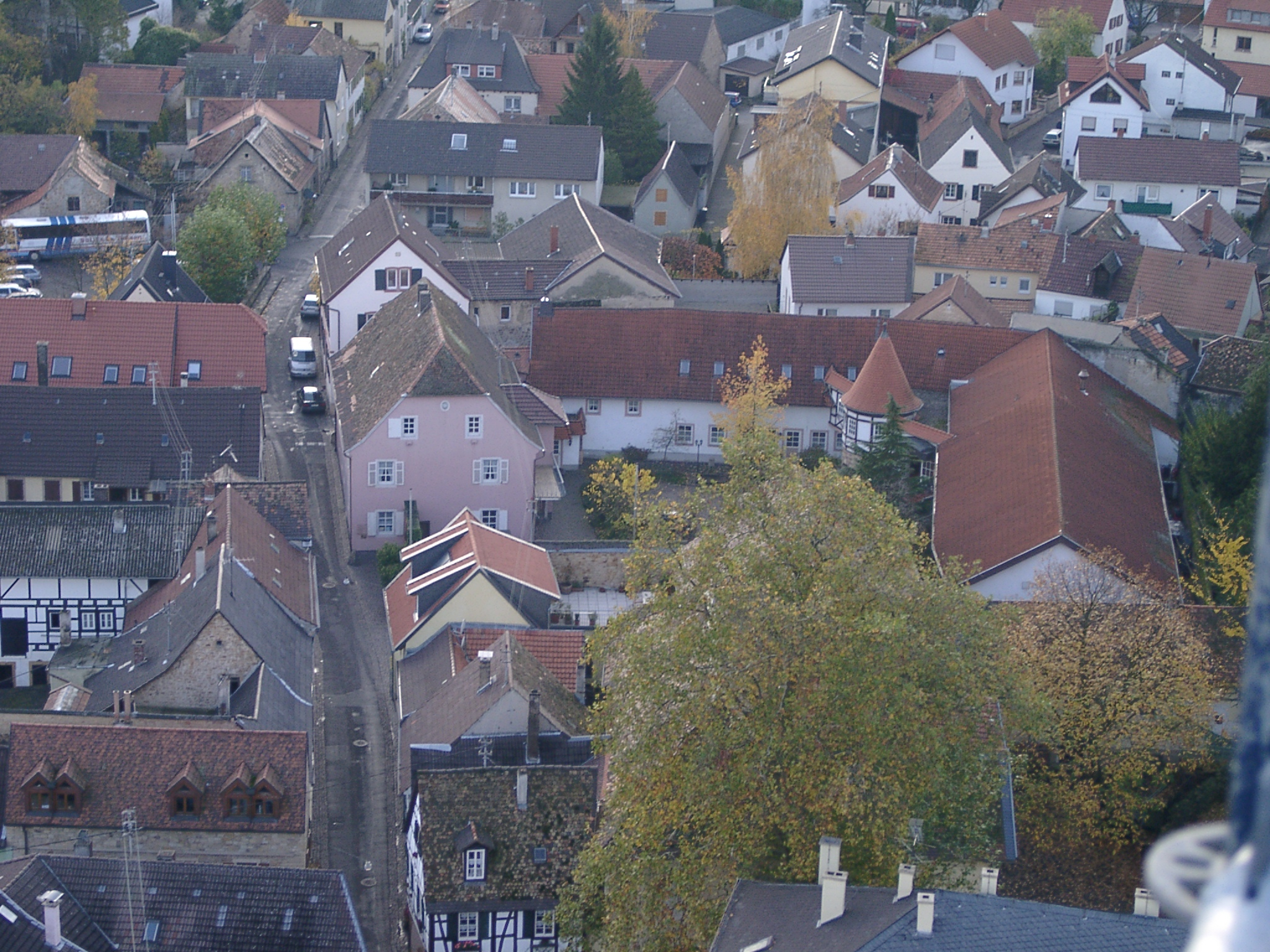
Ansicht von oben
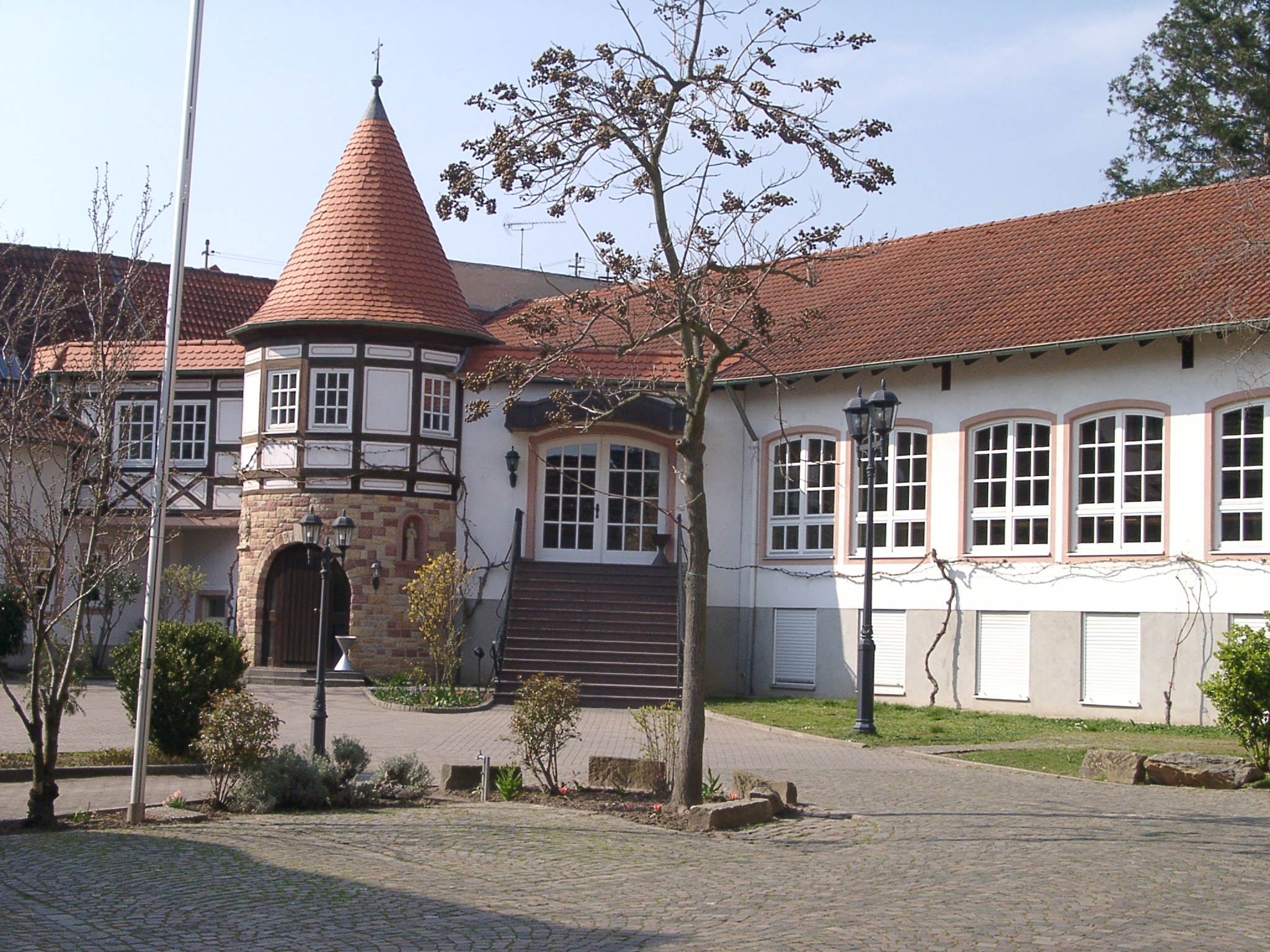
Innenhof, Türmchen und Nordflügel
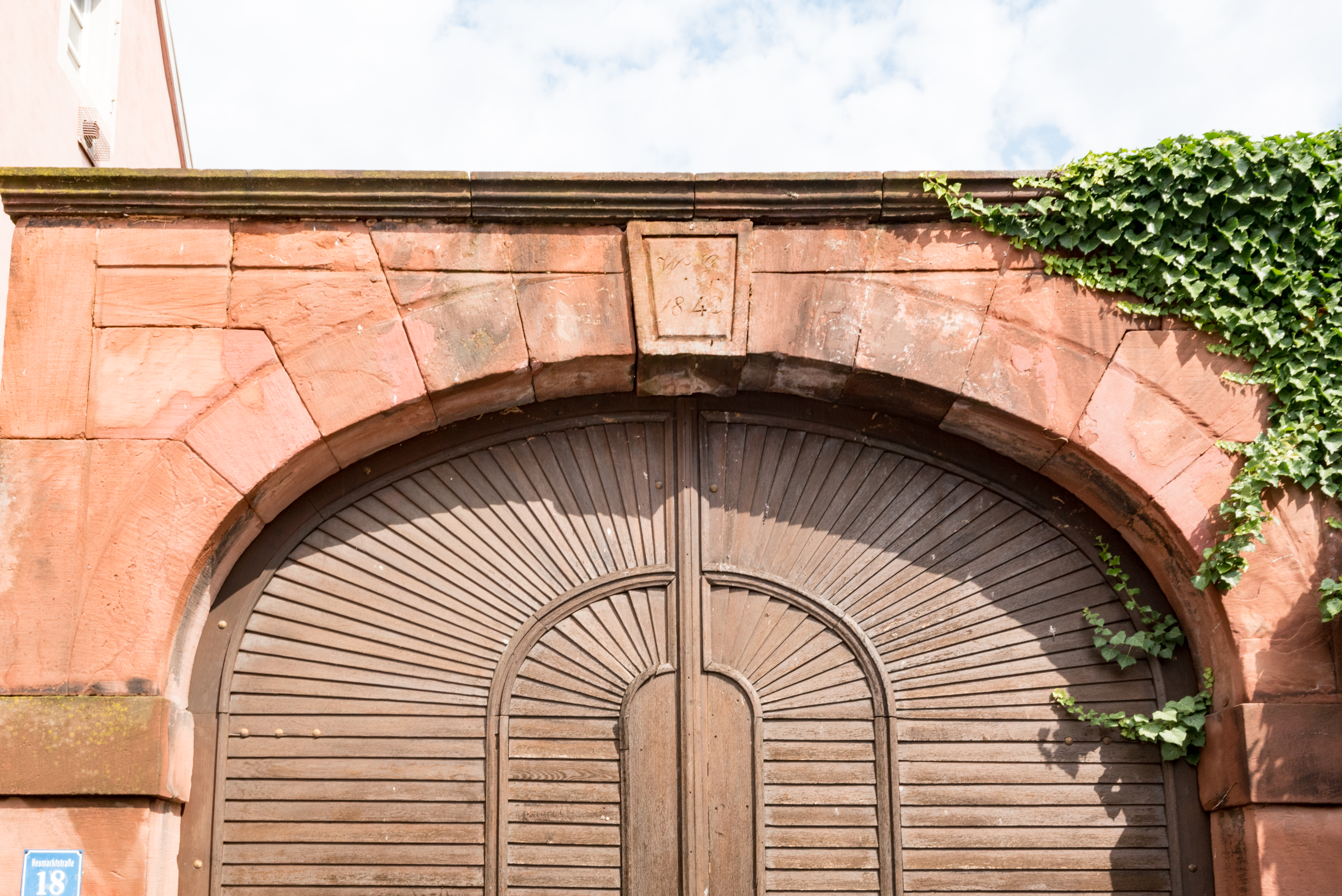
Toranlage
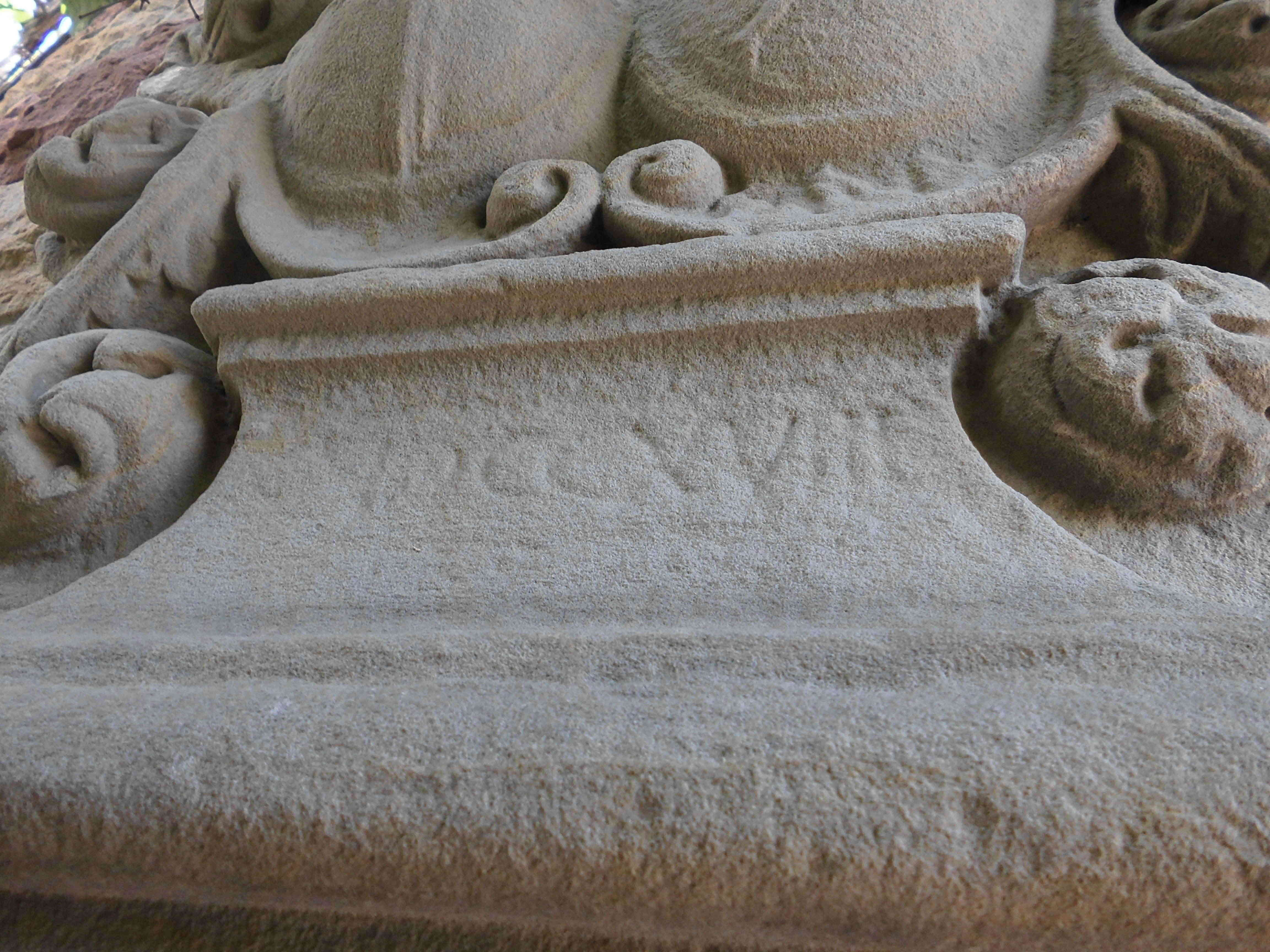
Sockel des Wappensteins
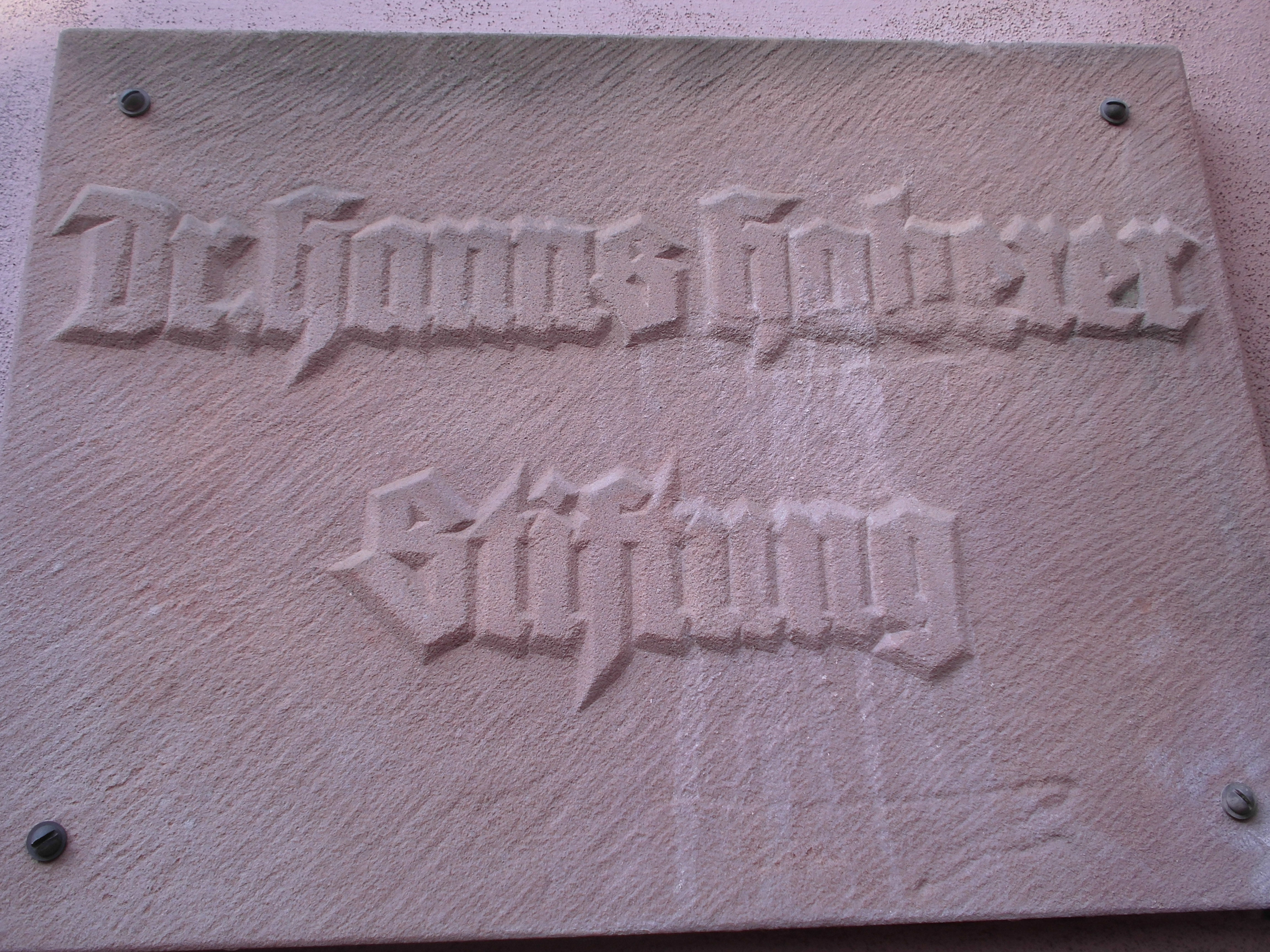
Die Tafel erinnert an Hanns Haberer